# Quéant
Quéant est une commune française située dans le département du Pas-de-Calais en région Hauts-de-France. Ses habitants sont appelés les Quéantois. La commune est membre de la communauté de communes Osartis Marquion.

## Géographie

### Localisation
Localisée dans le sud-est du département du Pas-de-Calais, Quéant, commune à proximité de Marquion (8 km à vol d'oiseau), se situe au centre du triangle formé par Arras, aire d'attraction et chef-lieu d'arrondissement (18 km), Cambrai (17 km), et Bapaume (12 km).
Elle se situe également au centre du triangle formé par les autoroutes A1-A2-A26.
Le territoire de la commune est limitrophe de ceux de sept communes.
Les communes limitrophes sont  Beaumetz-lès-Cambrai, Buissy, Cagnicourt, Lagnicourt-Marcel, Noreuil, Pronville-en-Artois et Riencourt-lès-Cagnicourt.

### Géologie et relief
La superficie de la commune est de 9,02 km2 ; son altitude varie de 62  à   102 mètres.

### Hydrographie
La commune est située dans le bassin Artois-Picardie. Elle est drainée par trois cours d'eau :
- l'Hirondelle de Vaulx-Vraucourt, cours d'eau naturel non navigable de 14,86 km qui prend sa source dans la commune de Vaulx-Vraucourt et se jette dans le canal du Nord au niveau de la commune de Inchy-en-Artois[4] ;

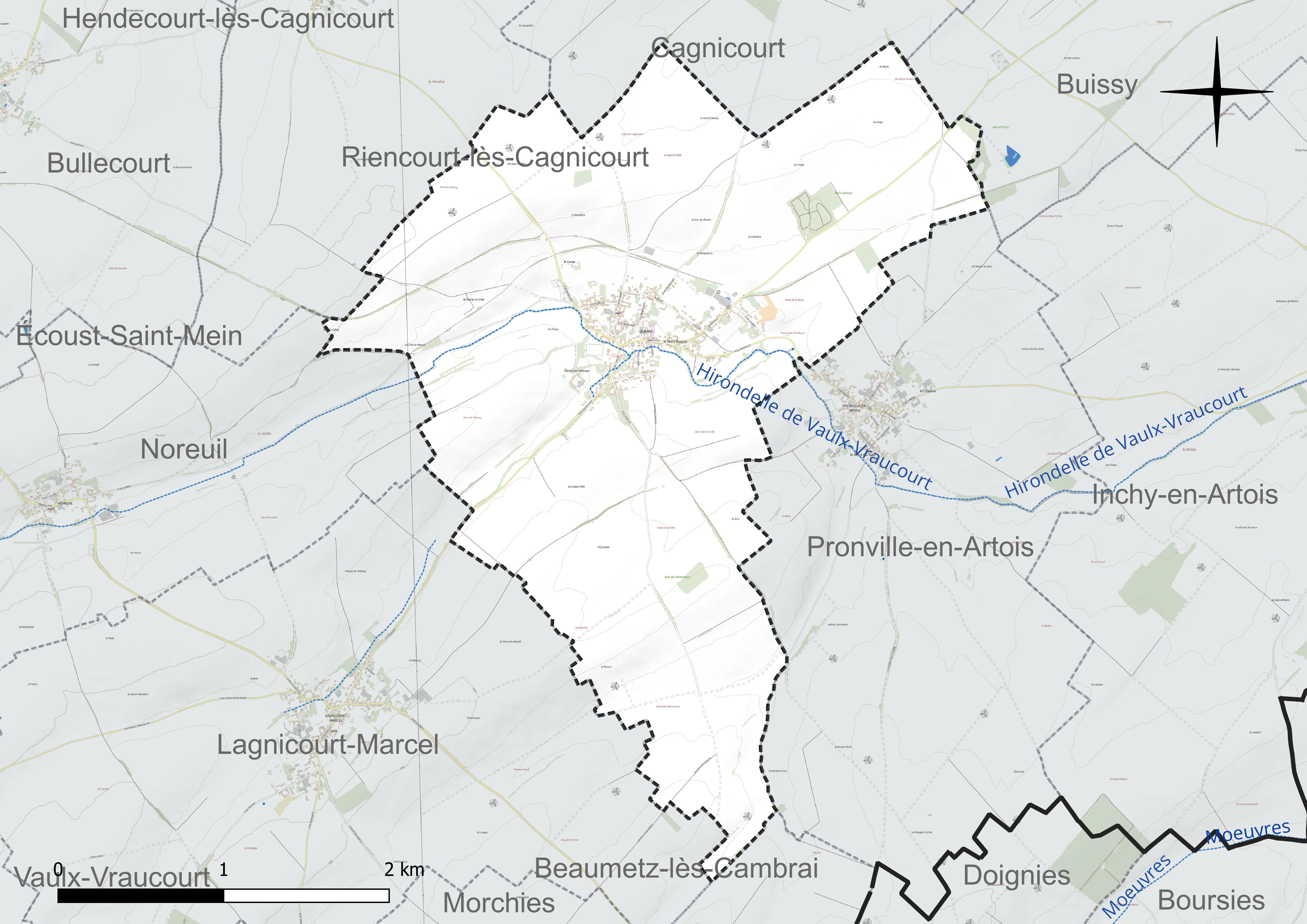
Réseau hydrographique de Quéant.

- le Quéant, cours d'eau naturel non navigable de 1,62 km qui prend sa source dans la commune de Morchies et termine sa course au niveau[5] ;
- le Pronville, cours d'eau naturel non navigable de 1,02 km qui prend sa source dans la commune où il termine sa course[6].

### Climat
Pour des articles plus généraux, voir Climat des Hauts-de-France et Climat du Nord-Pas-de-Calais.
En 2010, le climat de la commune est de type climat océanique dégradé des plaines du Centre et du Nord, selon une étude du CNRS s'appuyant sur une série de données couvrant la période 1971-2000. En 2020, Météo-France publie une typologie des climats de la France métropolitaine dans laquelle la commune est exposée à un climat océanique et est dans la région climatique Nord-est du bassin Parisien, caractérisée par un ensoleillement médiocre, une pluviométrie moyenne régulièrement répartie au cours de l’année et un hiver froid (3 °C).
Pour la période 1971-2000, la température annuelle moyenne est de 10,4 °C, avec une amplitude thermique annuelle de 14,5 °C. Le cumul annuel moyen de précipitations est de 677 mm, avec 12,3 jours de précipitations en janvier et 9,2 jours en juillet. Pour la période 1991-2020, la température moyenne annuelle observée sur la station météorologique la plus proche, située sur la commune de Wancourt à 11 km à vol d'oiseau, est de 10,8 °C et le cumul annuel moyen de précipitations est de 711,4 mm,. Pour l'avenir, les paramètres climatiques de la commune estimés pour 2050 selon différents scénarios d'émission de gaz à effet de serre sont consultables sur un site dédié publié par Météo-France en novembre 2022.

### Paysages
Pour un article plus général, voir Paysage en France.
La commune est située dans le paysage régional des grands plateaux artésiens et cambrésiens tel que défini dans l’atlas des paysages de la région Nord-Pas-de-Calais, conçu par la direction régionale de l'Environnement, de l'Aménagement et du Logement (DREAL),. Ce paysage régional, qui concerne 238 communes, est dominé par les « grandes cultures » de céréales et de betteraves industrielles qui représentent 70 % de la surface agricole utilisée (SAU).

### Milieux naturels et biodiversité
L’Inventaire national du patrimoine naturel (INPN) recense plusieurs espèces faunistiques et floristiques sur le territoire de la commune dont certaines sont protégées et d’autres menacées et quasi-menacées.

## Urbanisme

### Typologie
Au 1er janvier 2024, Quéant est catégorisée commune rurale à habitat dispersé, selon la nouvelle grille communale de densité à sept niveaux définie par l'Insee en 2022.
Elle est située hors unité urbaine. Par ailleurs la commune fait partie de l'aire d'attraction d'Arras, dont elle est une commune de la couronne,. Cette aire, qui regroupe 163 communes, est catégorisée dans les aires de 50 000 à moins de 200 000 habitants,.

### Occupation des sols
L'occupation des sols de la commune, telle qu'elle ressort de la base de données européenne d’occupation biophysique des sols Corine Land Cover (CLC), est marquée par l'importance des territoires agricoles (93,6 % en 2018), une proportion sensiblement équivalente à celle de 1990 (93,9 %). La répartition détaillée en 2018 est la suivante : 
terres arables (93,6 %), zones urbanisées (6,4 %). L'évolution de l’occupation des sols de la commune et de ses infrastructures peut être observée sur les différentes représentations cartographiques du territoire : la carte de Cassini (XVIIIe siècle), la carte d'état-major (1820-1866) et les cartes ou photos aériennes de l'IGN pour la période actuelle (1950 à aujourd'hui).

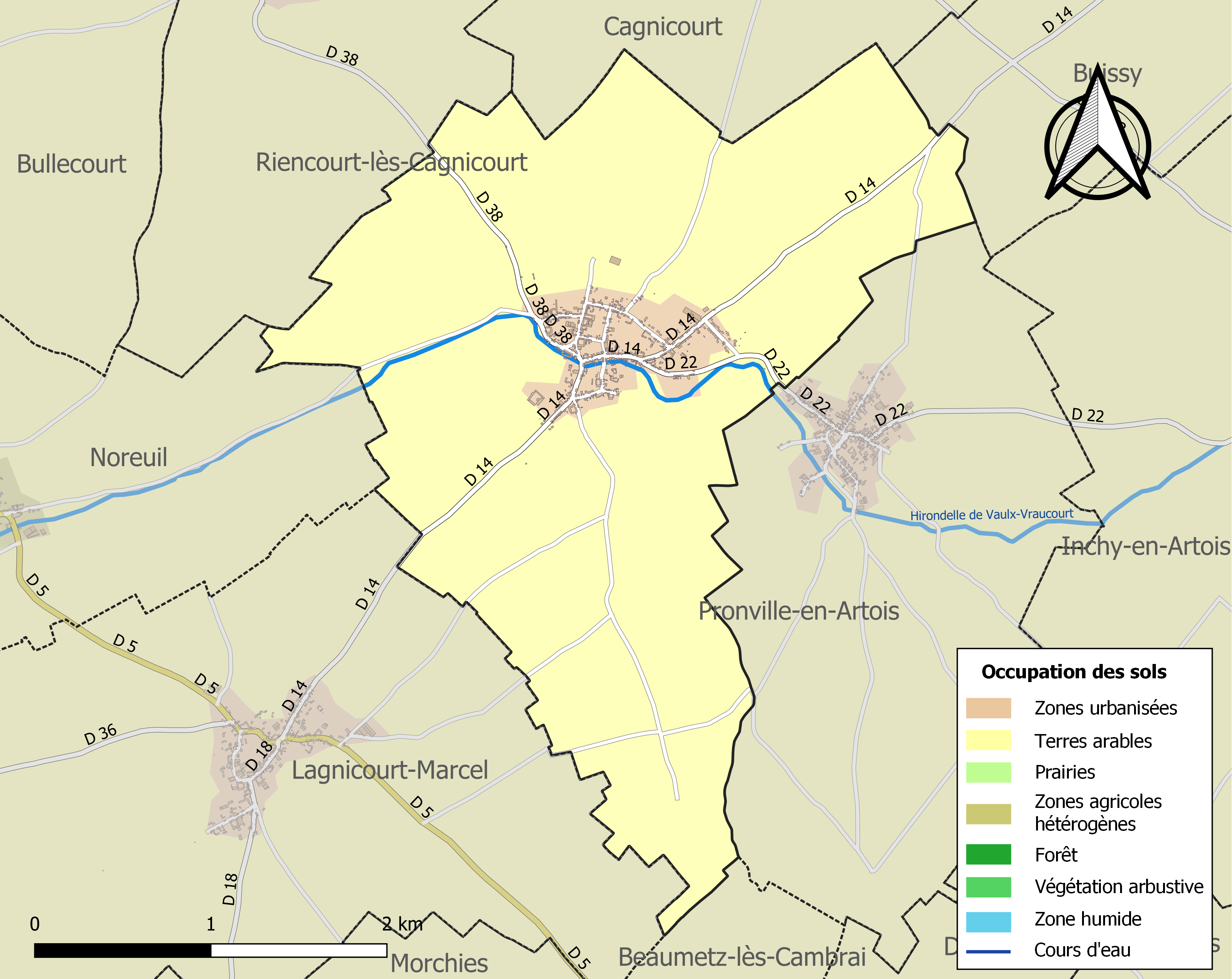
Carte des infrastructures et de l'occupation des sols de la commune en 2018 (CLC).

### Voies de communication et transports

#### Transport ferroviaire
De 1880 à 1969, la commune est desservie par une ancienne ligne de chemin de fer, la ligne de Boisleux à Marquion.

## Toponymie
Le nom de la localité est attesté sous les formes Chaun au XIe siècle ; Chaom en 1115 ; Chaum en 1145 ; Cheun au XIIe siècle ; Kéans en 1230 ; Keiam en 1237 ; Keians en 1279 ; Kéam en 1293 ; Kian en 1294 ; Kyan en 1298 ; Kiant en 1295 ; Kyam en 1312 ; Kyan en 1313 ; Kyant en 1323 ; Quéans en 1324 ; Quéant au XVe siècle ; Quéam en 1720 ; Quéan en 1739 ; Queant en 1793 ; Queant' et Quéant depuis 1801.
Selon Ernest Nègre, le nom viendrait d'un anthroponyme gallo-romain, Catus.

## Histoire
L'histoire de la commune de Quéant peut être consultée dans le Dictionnaire historique et archéologique du Pas-de-Calais paru en 1873, en cliquant sur le lien ci-après.

La seigneurie dépendit de façon chronologique, des Créqui, des Boudi, puis des Despretz.

### Carte de Cassini

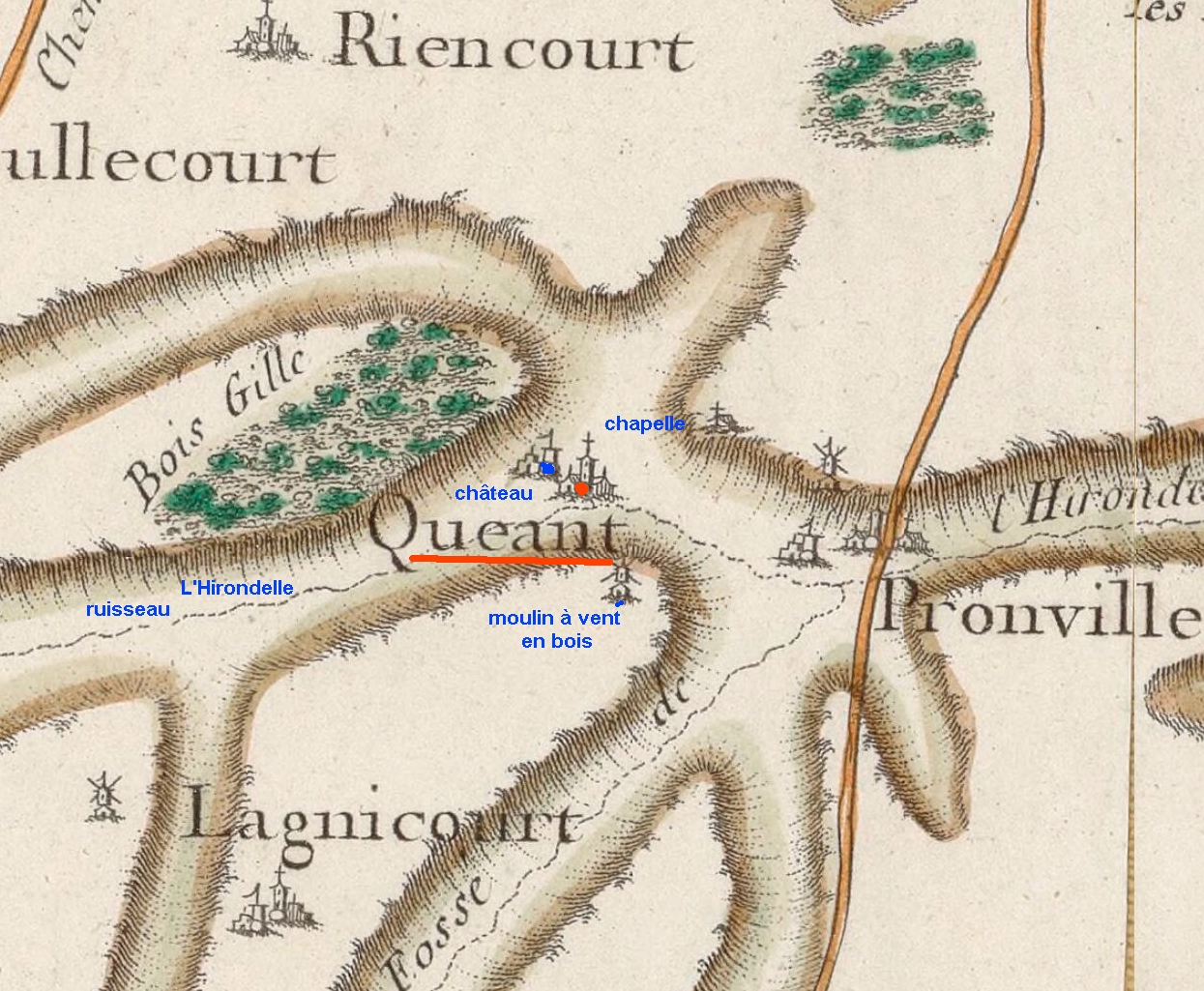
Carte de Cassini du secteur vers 1750.

La carte de Cassini ci-contre montre qu'au milieu du XVIIIe siècle, Quéant  est une paroisse traversée par le ruisseau L'Hirondelle.

Au  nord , le château est représenté.

Au sud, un moulin à vent en bois aujourd'hui disparu était en activité à cette époque .
 
Le bois Gillé n'existe plus de nos jours, ainsi que la chapelle représentée au nord-est.

### Première Guerre mondiale
Pendant la Première Guerre mondiale, après la bataille des Frontières du 7 au 24 août 1914, devant les pertes subies, l'État-Major français décide de battre en retraite depuis la Belgique. Dès le 28 août, les Allemands s'emparent du village de Quéant et poursuivent leur route vers l'ouest. Dès lors commença l'occupation allemande qui dura jusqu'en septembre 1918. Des arrêtés de la kommandantur obligeaient, à date fixe, sous la responsabilité du maire et du conseil municipal, sous peine de sanctions, la population à fournir : blé, œufs, lait, viande, légumes, destinés à nourrir les soldats du front. Toutes les personnes valides devaient effectuer des travaux agricoles ou d'entretien.

En mars 1917, les Allemands décident de se retirer sur la ligne Hindenburg, ligne fortifiée située à seulement 1 km à l'ouest devant Lagnicourt. Ce système qui comprend  un important réseau de barbelés, de bunkers, de postes de mitailleuses et qui s'appuie sur les constructions non détruites des villages à l'arrière, résistera aux assauts incessants des alliés jusqu'au 2 septembre 1918, date du percement de la ligne Hindenburg entre Drocourt et Quéant par la première Division canadienne.

Evacué de ses habitants en 1917, le village subit de nombreux dégats à la suite des bombardements.

Vu les souffrances endurées par la population pendant les quatre années d'occupation et les dégâts aux constructions, la commune s'est vu décerner la croix de guerre 1914-1918 le 23 septembre 1920, distinction également attribuée à 276 autres communes du Pas-de-Calais.

Alors commença une longue période de reconstruction de l'église, de la mairie, des routes et des habitations.

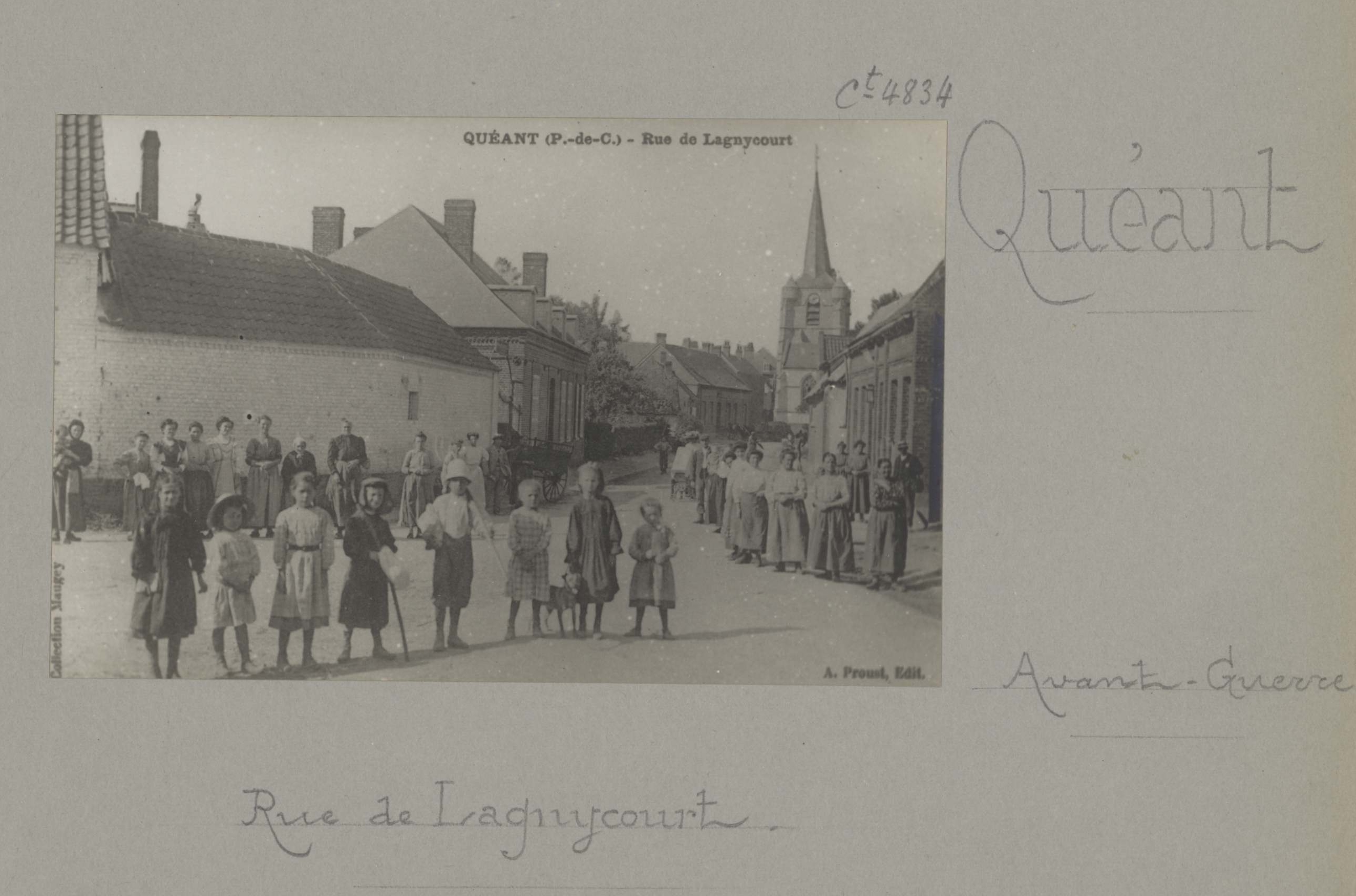
Carte postale du village avant 1914
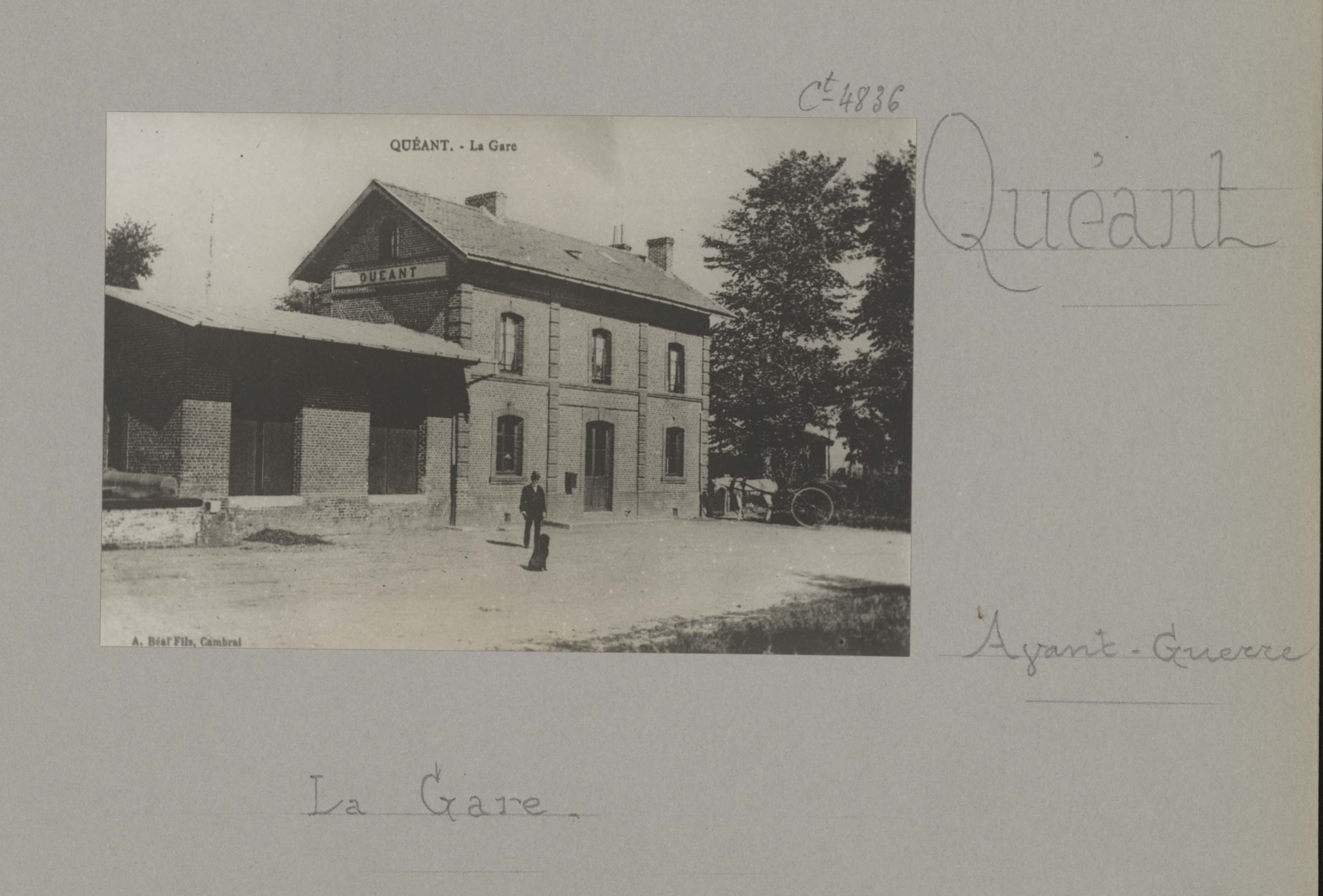
Carte postale de la gare avant 1914.
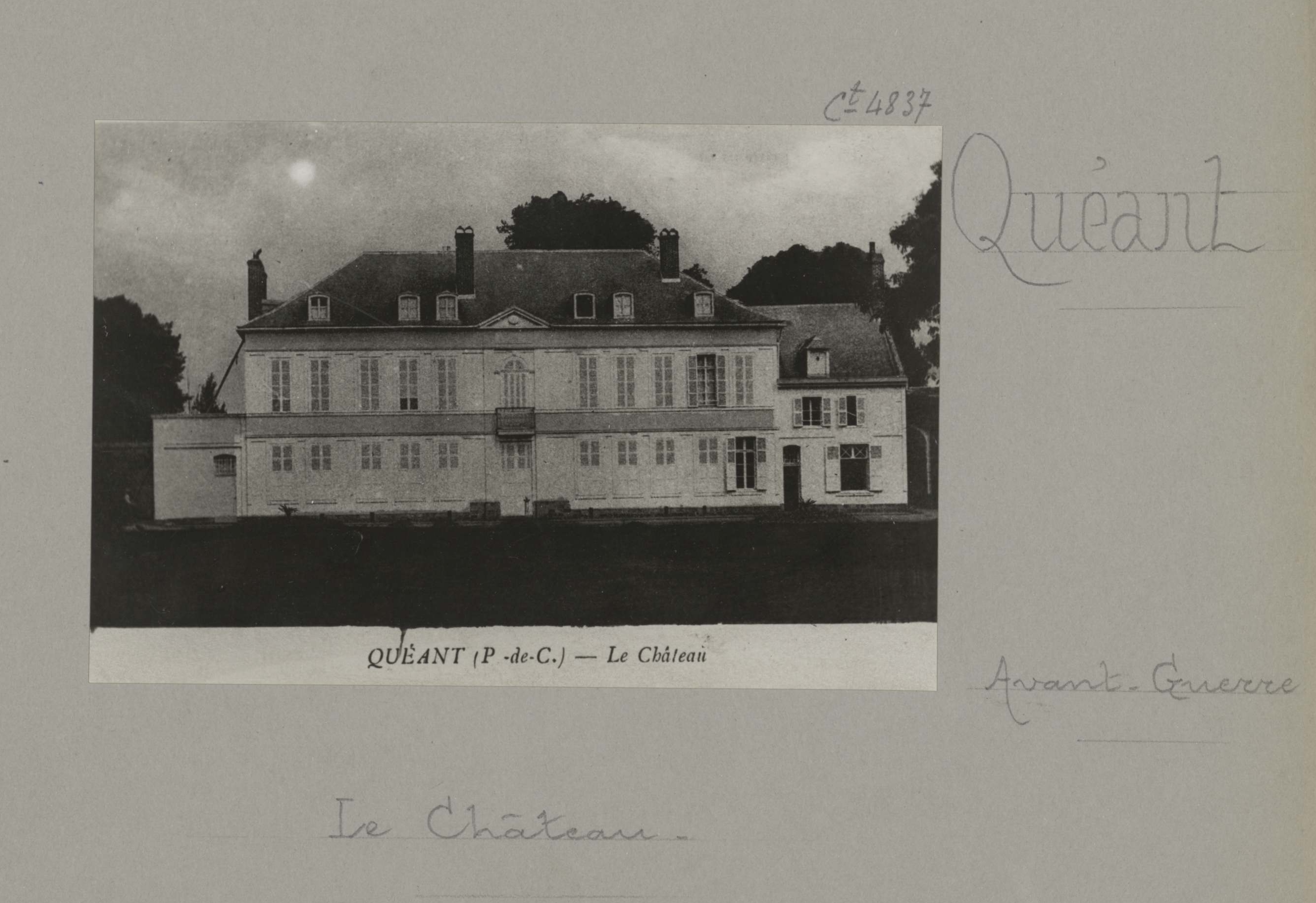
Carte postale du château avant 1914.
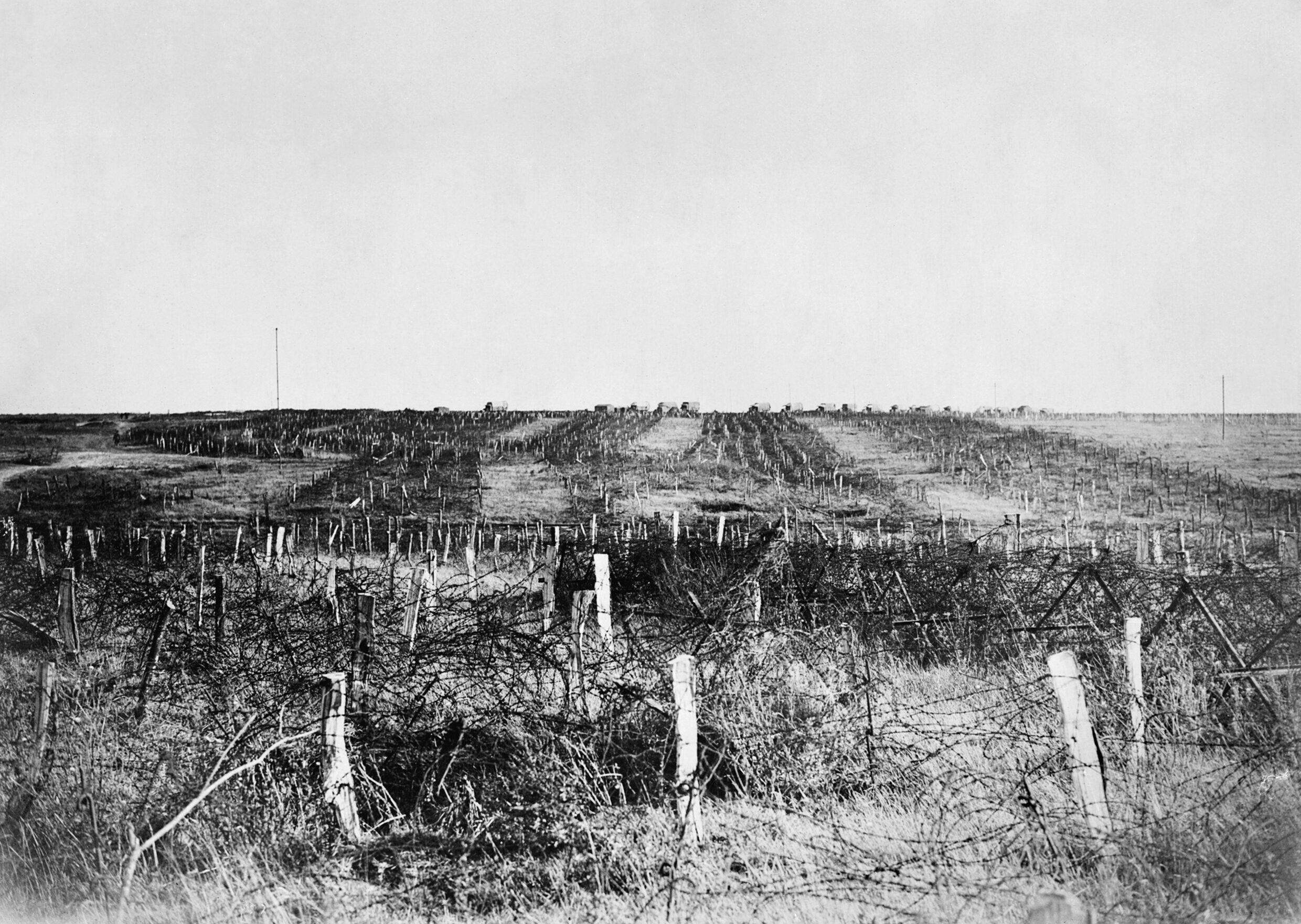
La ligne Hindenburg à Quéant en 1917.
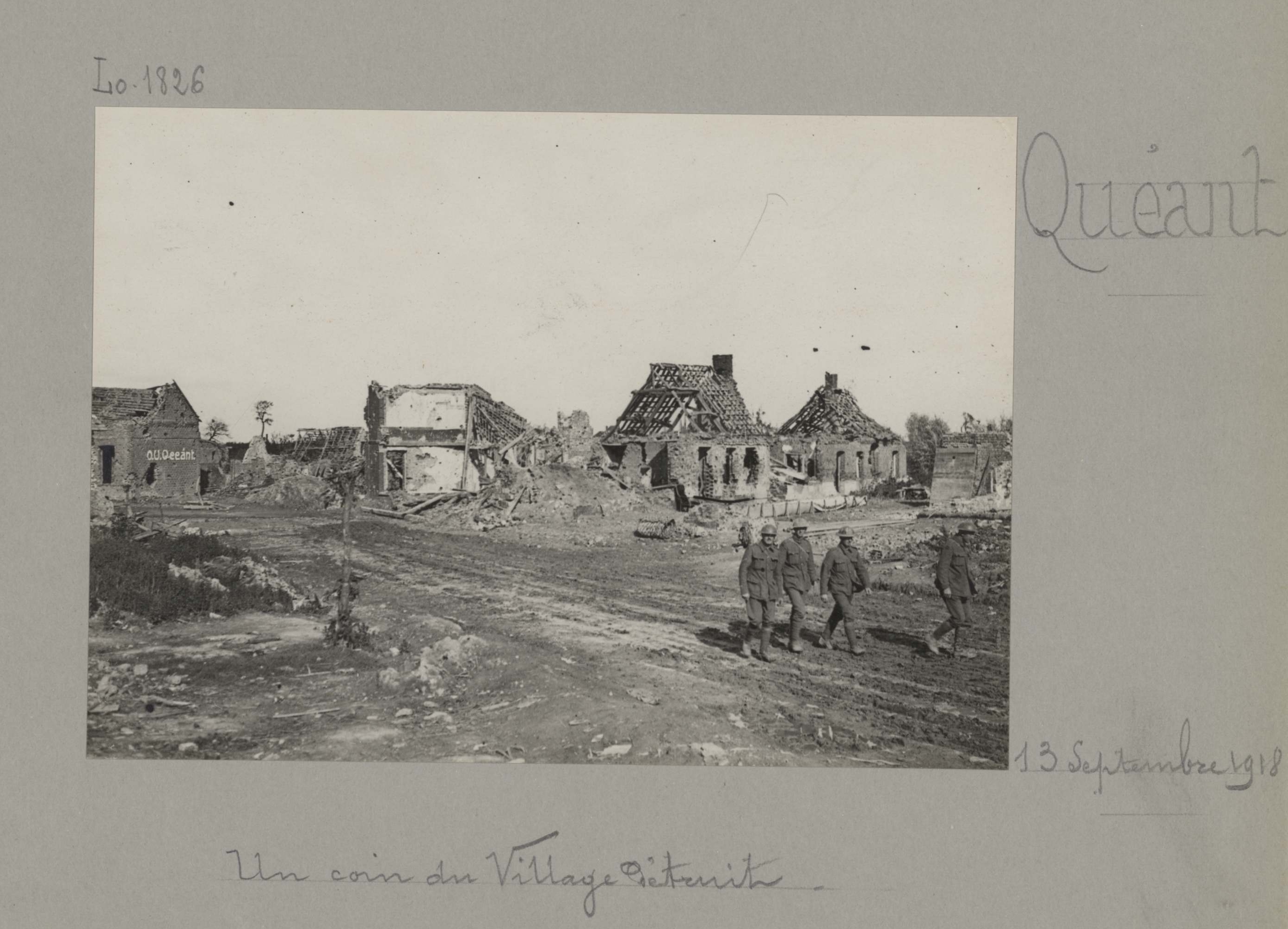
Vue du village après sa prise par les Britanniques en septembre 1918.
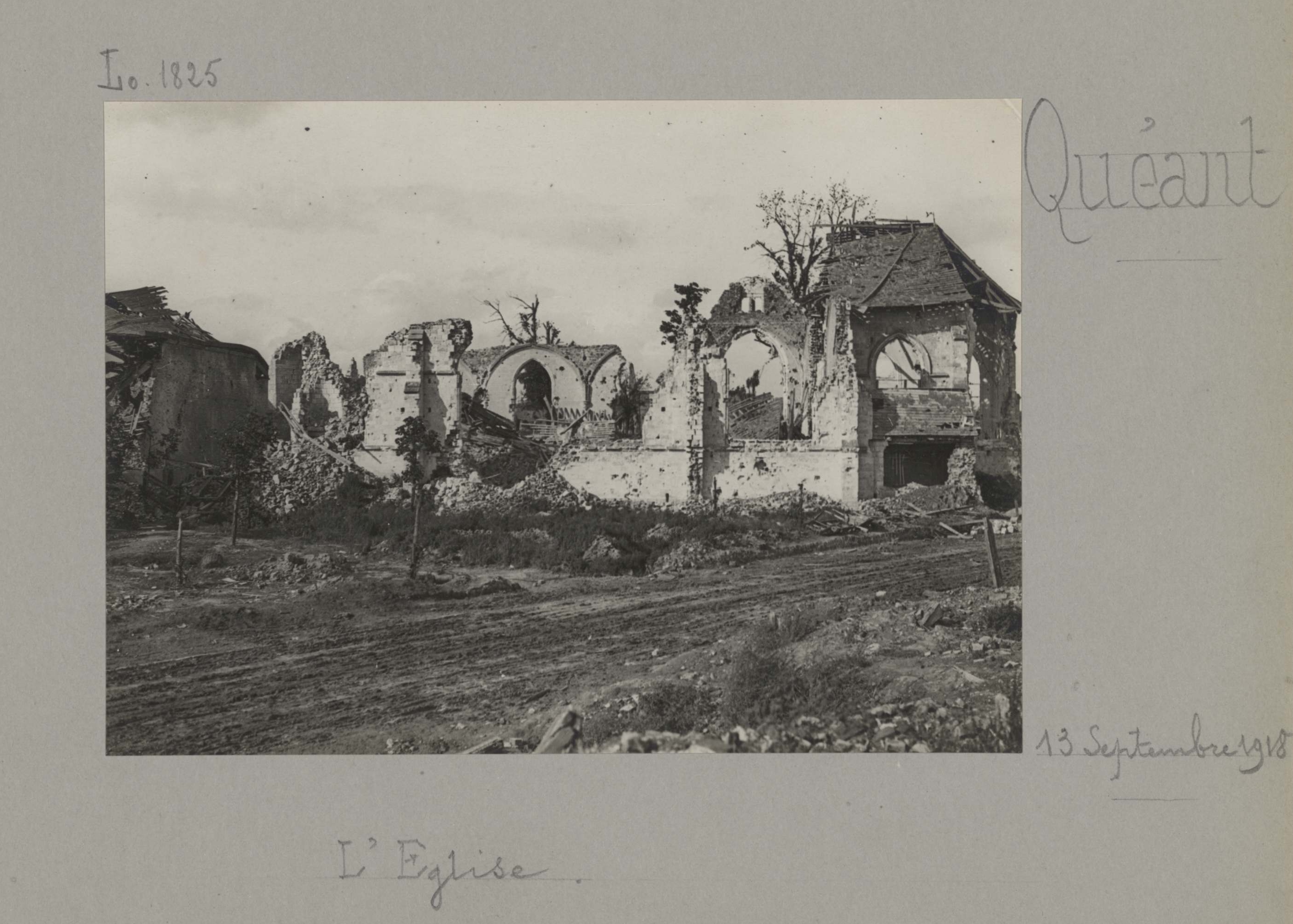
Les ruines de l'église en 1918.
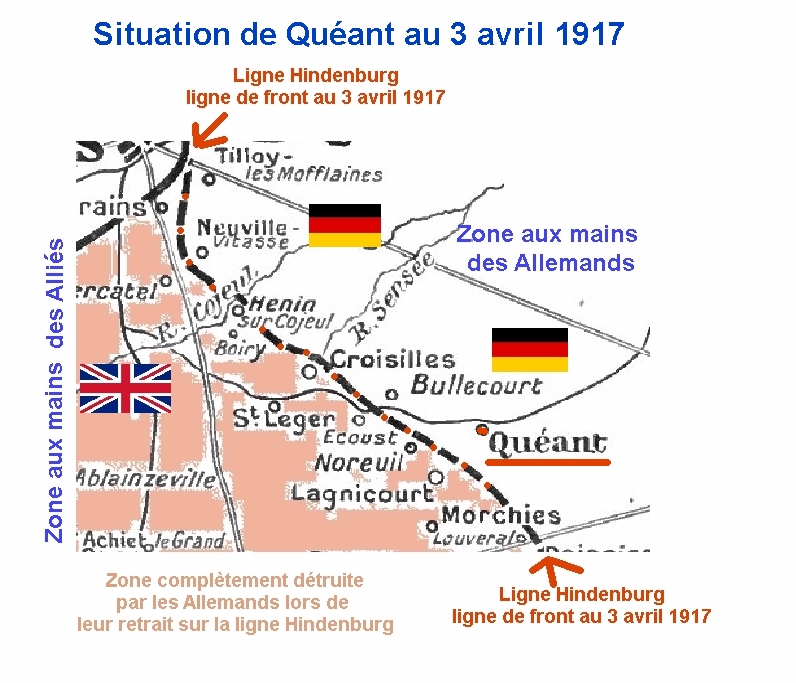
En avril 1917, Quéant reste en zone allemande à seulement un kilomètre de la ligne Hindenburg.
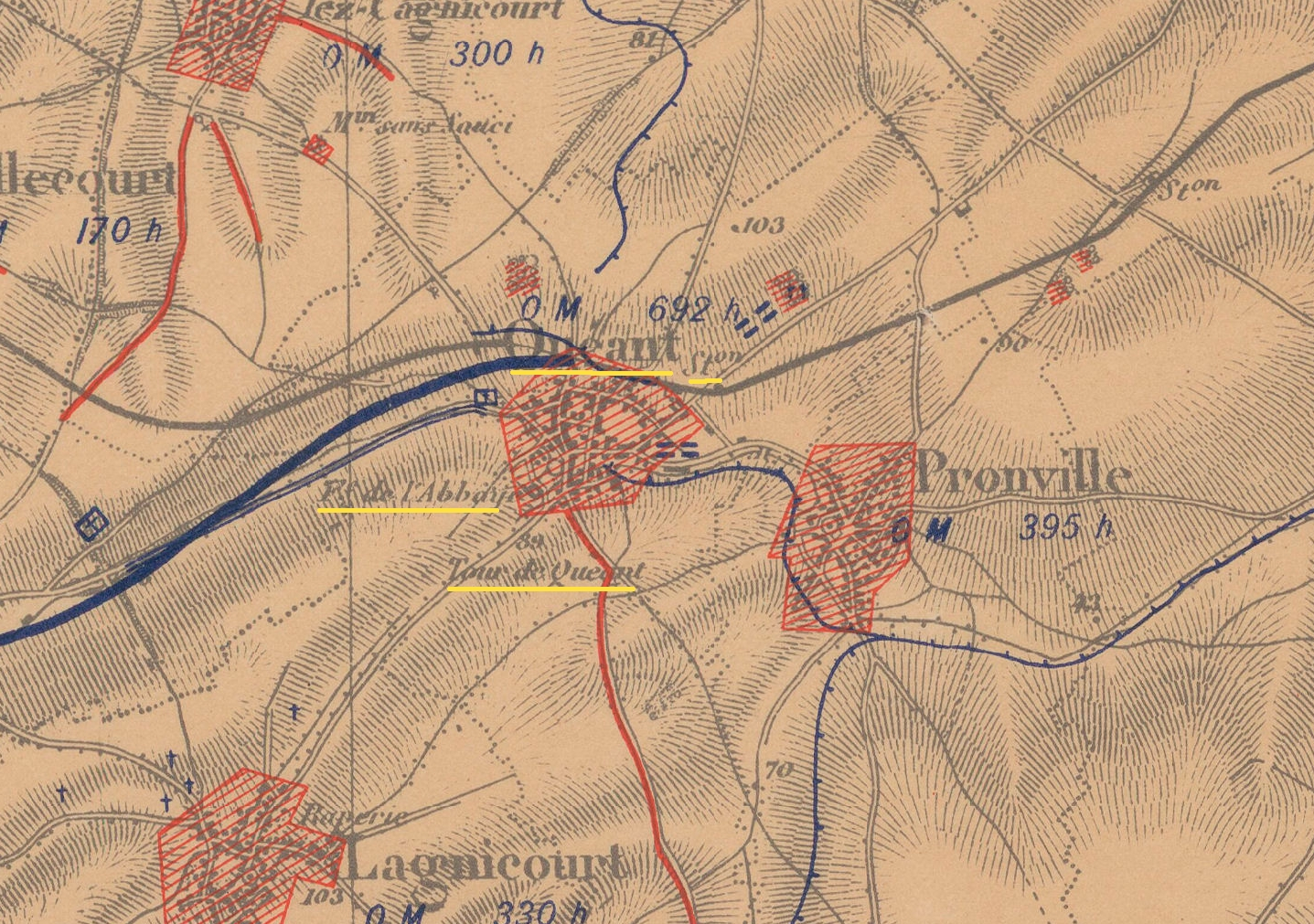
La carte des régions dévastées montre que le village, la ferme de l'abbaye et la gare sont complètement détruites.

## Politique et administration

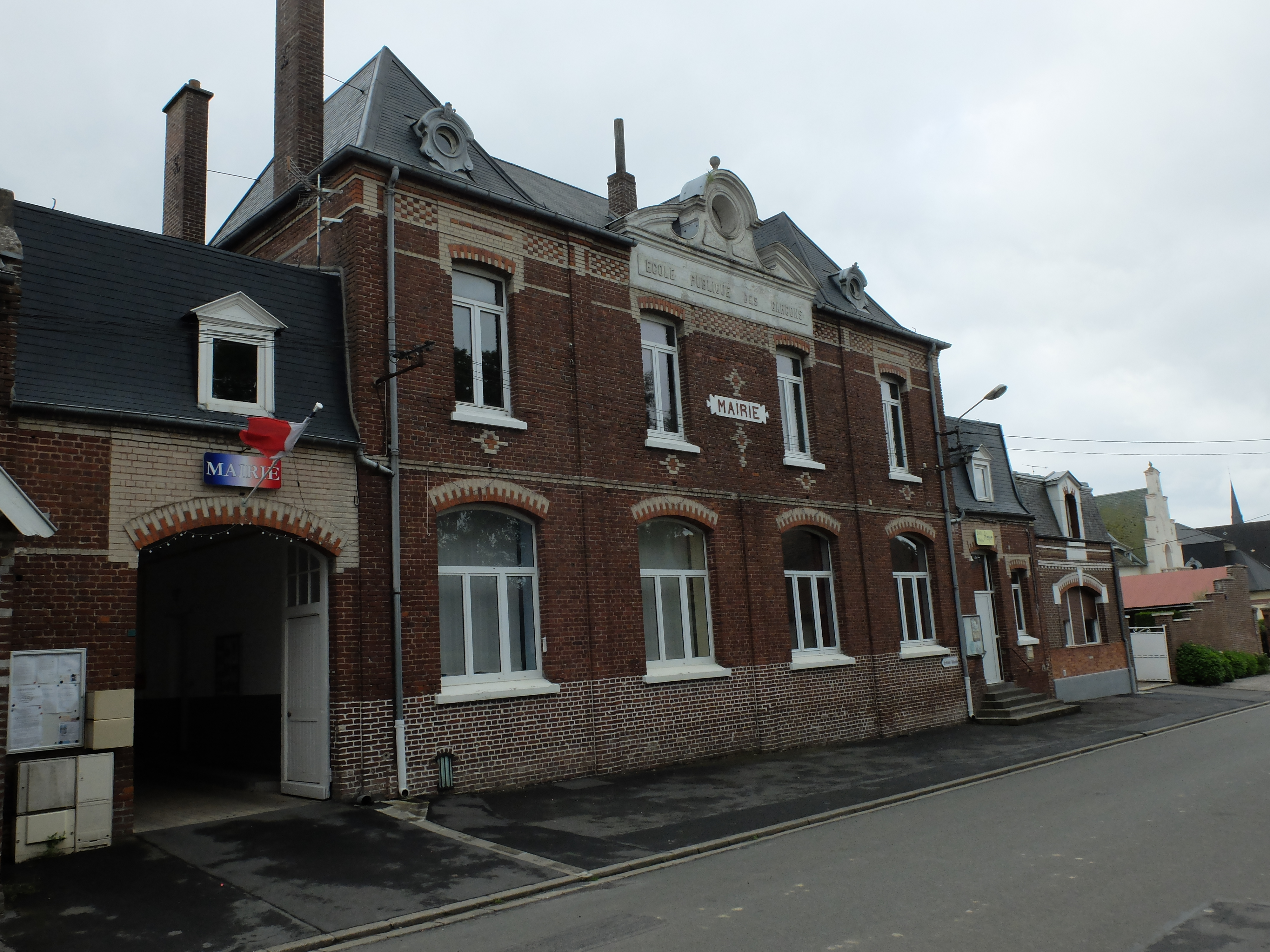
La mairie.

### Découpage territorial
La commune se trouve dans l'arrondissement d'Arras du département du Pas-de-Calais.

#### Commune et intercommunalités
La commune est membre de la communauté de communes Osartis Marquion qui regroupe 49 communes et compte 42 651 habitants en 2021.

#### Circonscriptions administratives
La commune est rattachée au canton de Bapaume.

#### Circonscriptions électorales
Pour l'élection des députés, la commune fait partie de la première circonscription du Pas-de-Calais.

## Population et société

### Démographie
Les habitants sont appelés les Quéantois.

#### Évolution démographique
L'évolution du nombre d'habitants est connue à travers les recensements de la population effectués dans la commune depuis 1793. Pour les communes de moins de 10 000 habitants, une enquête de recensement portant sur toute la population est réalisée tous les cinq ans, les populations de référence des années intermédiaires étant quant à elles estimées par interpolation ou extrapolation. Pour la commune, le premier recensement exhaustif entrant dans le cadre du nouveau dispositif a été réalisé en 2005.

En 2022, la commune comptait 635 habitants, en évolution de −3,64 % par rapport à 2016 (Pas-de-Calais : −0,72 %, France hors Mayotte : +2,11 %).
| 1793 | 1800 | 1806 | 1821 | 1831  | 1836 | 1841  | 1846  | 1851  |
| ---- | ---- | ---- | ---- | ----- | ---- | ----- | ----- | ----- |
| 707  | 708  | 690  | 851  | 1 022 | 986  | 1 032 | 1 060 | 1 046 |

| 1856  | 1861  | 1866  | 1872  | 1876  | 1881  | 1886 | 1891 | 1896 |
| ----- | ----- | ----- | ----- | ----- | ----- | ---- | ---- | ---- |
| 1 020 | 1 041 | 1 068 | 1 034 | 1 035 | 1 028 | 978  | 975  | 980  |

| 1901 | 1906  | 1911 | 1921 | 1926 | 1931 | 1936 | 1946 | 1954 |
| ---- | ----- | ---- | ---- | ---- | ---- | ---- | ---- | ---- |
| 957  | 1 004 | 988  | 715  | 722  | 703  | 730  | 669  | 631  |

| 1962 | 1968 | 1975 | 1982 | 1990 | 1999 | 2005 | 2006 | 2010 |
| ---- | ---- | ---- | ---- | ---- | ---- | ---- | ---- | ---- |
| 649  | 632  | 561  | 548  | 506  | 549  | 563  | 577  | 625  |

| 2015 | 2020 | 2022 | - | - | - | - | - | - |
| ---- | ---- | ---- | - | - | - | - | - | - |
| 659  | 643  | 635  | - | - | - | - | - | - |

#### Pyramide des âges
En 2018, le taux de personnes d'un âge inférieur à 30 ans s'élève à 37,0 %, soit au-dessus de la moyenne départementale (36,7 %). À l'inverse, le taux de personnes d'âge supérieur à 60 ans est de 18,1 % la même année, alors qu'il est de 24,9 % au niveau départemental.
En 2018, la commune comptait 349 hommes pour 304 femmes, soit un taux de 53,45 % d'hommes, largement supérieur au taux départemental (48,50 %).
Les pyramides des âges de la commune et du département s'établissent comme suit.
| Hommes | Classe d’âge | Femmes |
| ------ | ------------ | ------ |
| 0,0    | 90 ou +      | 2,0    |
| 2,9    | 75-89 ans    | 6,3    |
| 12,2   | 60-74 ans    | 13,3   |
| 21,5   | 45-59 ans    | 21,3   |
| 23,0   | 30-44 ans    | 24,0   |
| 16,6   | 15-29 ans    | 17,0   |
| 23,8   | 0-14 ans     | 16,0   |

| Hommes | Classe d’âge | Femmes |
| ------ | ------------ | ------ |
| 0,5    | 90 ou +      | 1,6    |
| 5,6    | 75-89 ans    | 8,9    |
| 16,7   | 60-74 ans    | 18,1   |
| 20,2   | 45-59 ans    | 19,2   |
| 18,9   | 30-44 ans    | 18,1   |
| 18,2   | 15-29 ans    | 16,2   |
| 19,9   | 0-14 ans     | 17,9   |

## Culture locale et patrimoine

### Lieux et monuments
- L'église Saint-Leger, reconstruite en 1918, incluant une dalle funéraire du XIVe siècle. Les vitraux de 1931 sont de Julien Vosch.
- Les anciens souterrains, appelés muches, comportent des salles de stockage et des chambres d'habitation[36].
- Le cimetière militaire britannique de la Première Guerre mondiale : le Queant Communal Cemetery British Extension où reposent 273 soldats britanniques dont le major-général L.J. Lipsett[37].
- Le monument aux morts, avec le Poilu mourant, œuvre du sculpteur Jules Déchin[38].

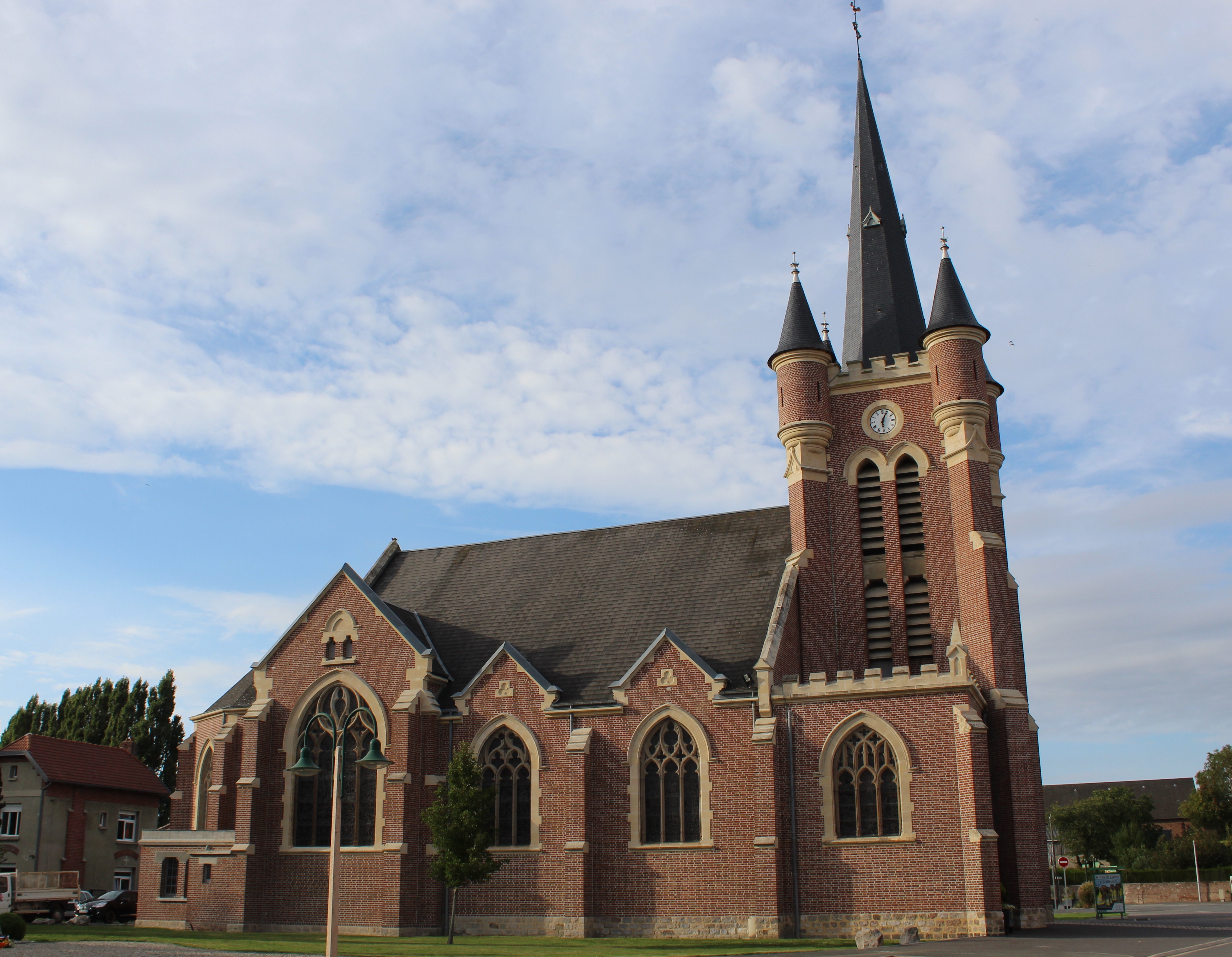
L'église Saint-Léger.
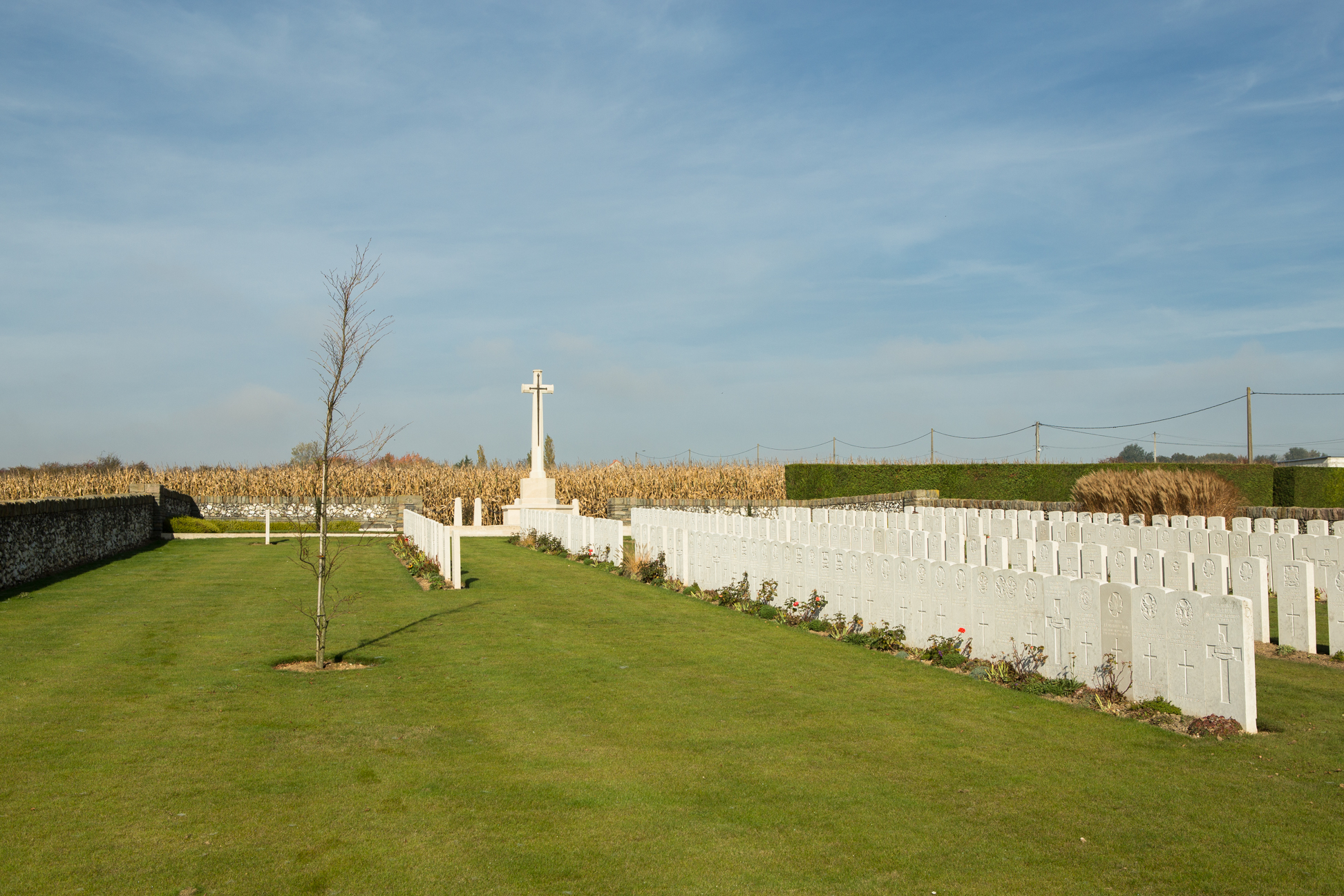
Le cimetière militaire britannique.
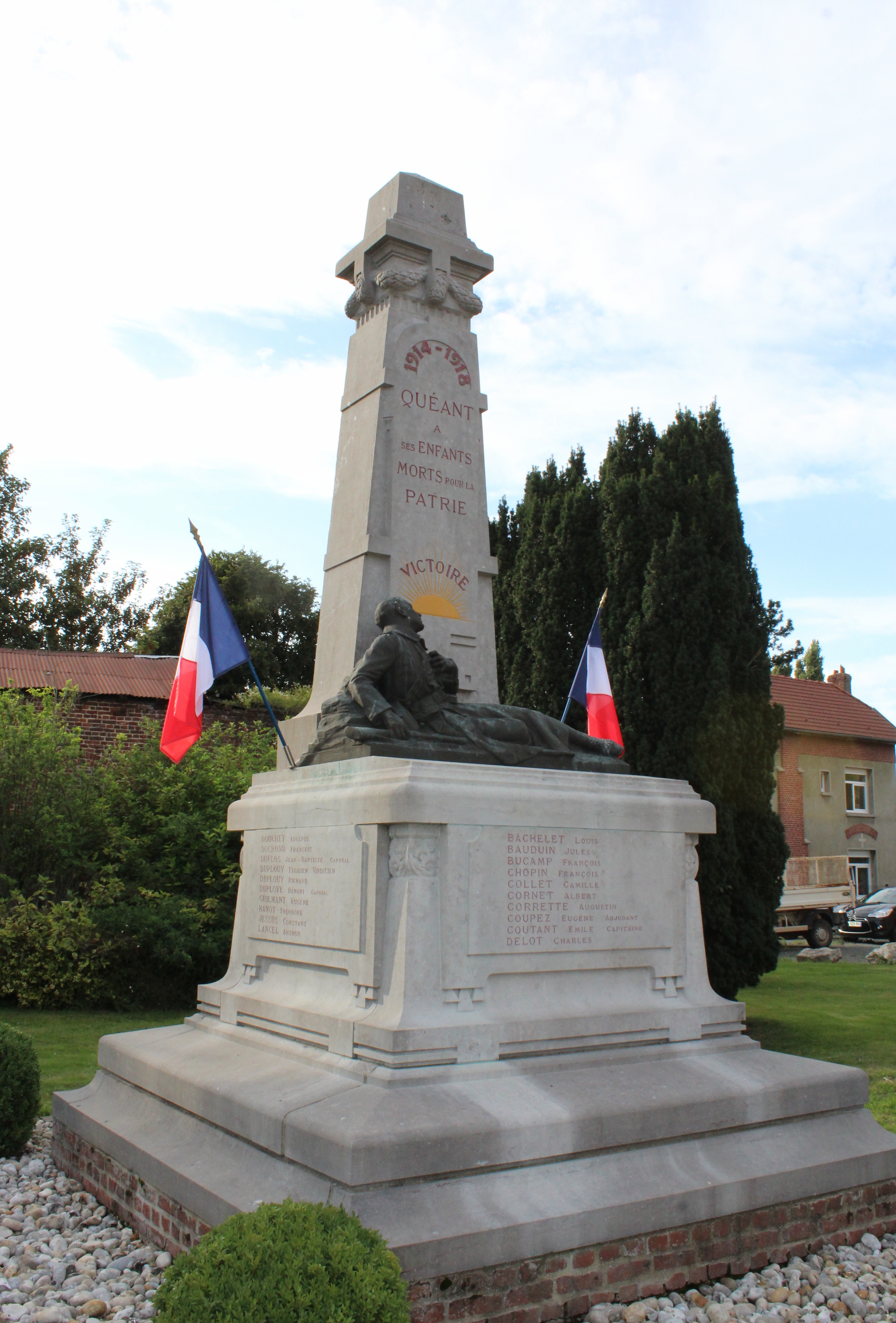
Le monument aux morts.

### Héraldique
| Blason de Quéant | Blason  | De sable à trois fasces d'argent; sur le tout, de sable à trois lionceaux d'argent armés, lampassés et couronnés d'or. Ornements extérieursCroix de guerre 1914-1918 |
| Blason de Quéant | Détails | Le statut officiel du blason reste à déterminer. |

## Pour approfondir

#### Bases de données, dictionnaires et encyclopédies
- Ressources relatives à la géographie :   - Insee (communes)
  - Ldh/EHESS/Cassini
- Ressource relative à plusieurs domaines :   - Annuaire du service public français
- Notices d'autorité :   - BnF (données)